# Амбал
Амбал — князь остяків (хантів) й татар, що мешкали в XVI—XVII сторіччях у сточищі річки Силва. У писарських книгах Михайла Кайсарова 1623—1624 років ця територія поділялась на два улусу: Карьєвський улус й Рожин улус. Резиденція князя Амбали, за Олександром Дмитрієвим розташовувалася в Рожині.
Амбал згадується у життєписі святого Трифона В'ятського, як ий у 1570 році оселився на березі Нижньої Мулянки й проповідув християнство серед остяків й вогулів (мансі). Коли Трифон зрубав величезну ялину, якій югра молилася й приносила жертви, Амбал сказав йому: «Дивлюсь я, старче, як ти це спромігся зробити. Батьки наші й ми шанували це дерево за бога; ніхто навіть не наважувався подумати про те, щоб знищити його. Навіть люди вашої віри та ті не сміли його торкатися. Чи ти сильніше наших богів?». На це святий відповів йому: «Бог, Якого я проповідував вам, Той допоміг мені у цій дивовижній для вас справі, допоміг задля вашого порятунку». Згодом, згідно «житія», під враженням від скоєних святим див, остяки почали навертатися у християнство. Серед новонавернених була й дочка князя Амбали.